# Ekin Koç
İsmet Ekin Koç es un actor turco, más conocido por haber interpretado a Tilki en la serie Sana Bir Sır Vereceğim.

## Biografía
Es hijo de Vehbi Koç y Şefika Koç, tiene un hermano, Yetkin Koç.
Se graduó del "Academy 35 Buçuk Art Centre".

## Carrera
En 2013 interpretó a Kivanc, un ladrón con poderes de invisibilidad en la serie Sana Bir Sir Verecegim. En 2015 se unió al elenco principal de la serie turca Muhteşem Yüzyıl Kösem, donde dio vida a Ahmed I el 14.º sultán del Imperio otomano e hijo del sultán Mehmed III y Handan Sultan, hasta 2016, después de que su personaje muriera. El personaje de Ahmed de pequeño fue interpretado brevemente por el actor infantil Demir Demirbaş. En 2016 apareció como el soldado Mehmed en la película Ali and Nino protagonizada por Adam Bakri y María Valverde.

## Filmografía

### Series de televisión
| Año         | Serie                  | Personaje      | Notas        |
| ----------- | ---------------------- | -------------- | ------------ |
| 2021- 2022  | Üç Kurus               | Efe Tekin      | 28 episodios |
| 2019        | Sucession              | Kadir          | 1 episodio   |
| 2020 - 2021 | Uyanis Büyük Selçuklu  | Ahmed Sencer   | 34 episodios |
| 2017 - 2018 | Hayat Sirlari          | Burak Özer     | 11 episodios |
| 2017        | 7 YUZ                  | Kaan           | 1 episodio   |
| 2015 - 2016 | Muhteşem Yüzyıl Kösem  | Ahmed I        | 25 episodios |
| 2014        | Benim Adım Gültepe     | Seyfi          | 8 episodios  |
| 2013 - 2014 | Sana Bir Sir Verecegim | Kivanc "Tilki" | 29 episodios |

### Películas
| Año  | Título              | Personaje      | Notas                                                                                               |
| ---- | ------------------- | -------------- | --------------------------------------------------------------------------------------------------- |
| 2022 | Kurak Günler        | Murat          | junto a Selahattin Paşal                                                                            |
| 2021 | Okul Tirasi         | Profesor Selim | junto a Samet Yildiz, Mahir Ipek                                                                    |
| 2018 | Bizim Için Sampiyon | Halis Karatas  | junto a Farah Zeynep Abdullah, Fikret Kushan, Melis Sezen                                           |
| 2016 | Ali and Nino        | Mehmed         | junto a Adam Bakri, María Valverde, Mandy Patinkin, Connie Nielsen, Homayoun Ershadi y Halit Ergenç |
| 2015 | Senden Bana Kalan   | Özgür          | junto a Neslihan Atagül, Hayati Akbas, Silvyo Behmoaras y Wilma Elles                               |

## Premios y nominaciones
| Año  | Categoría                          | Premio                                       | Serie/Película        | Resultado |
| ---- | ---------------------------------- | -------------------------------------------- | --------------------- | --------- |
| 2016 | En iyi erkek oyuncu (Mejor actor)  | Moonlife ödülleri Award                      | Muhteşem Yüzyıl Kösem | Pendiente |
| 2016 | En iyi erkek oyuncu (Mejor actor)  | Ege Üniversitesi Sosyal Medya ödülleri Award | Muhteşem Yüzyıl Kösem | Nominado  |
| 2016 | En iyi dönem dizisi erkek oyuncusu | Ayaklı Gazete ödülleri Award                 | Muhteşem Yüzyıl Kösem | Nominado  |
| 2016 | Ayhan Işık Special Award           | Ayhan Işık Special Award                     | Senden Bana Kalan     | Ganador   |